# Avenir (chanson)
Pour les articles homonymes, voir Avenir.
Singles de Louane
Je vole
(2014) Maman
(2015)
Pistes de Chambre 12
Jour 1 Maman
Avenir est un single musical de la chanteuse française Louane. Cette chanson est extraite de l'album Chambre 12.
Une version remixée entre au hit-parade français en janvier 2015.
Louane a chanté sa chanson le samedi 20 juin 2015 dans l'émission La Chanson de l'année sur TF1.
Ce titre est nommé pour la Victoire de la chanson originale lors des Victoires de la musique 2016.

## Classements
| Classement (2014-16)                    | Meilleure position |
| --------------------------------------- | ------------------ |
| Allemagne (Media Control AG)            | 3                  |
| Allemagne (Billboard Digital Songs)     | 2                  |
| Autriche (Ö3 Austria Top 40)            | 4                  |
| Autriche (Billboard Digital Songs)      | 5                  |
| Belgique (Flandre Ultratip 100)         | 7                  |
| Belgique (Flandre Ultratop 50 Airplay)  | 35                 |
| Belgique (Wallonie Ultratop 50 Singles) | 5                  |
| Belgique (Wallonie Ultratop 50 Airplay) | 1                  |
| France (SNEP)                           | 1                  |
| France (SNEP Streaming)                 | 1                  |
| France (SNEP Téléchargement)            | 1                  |
| France (SNEP Radio)                     | 1                  |
| Luxembourg (Billboard Digital Songs)    | 1                  |
| Pologne (ZPAV)                          | 18                 |
| Slovaquie (IFPI Rádio)                  | 4                  |
| Slovaquie (Singles Digitál Top 100)     | 91                 |
| Suisse (Schweizer Hitparade)            | 42                 |
| Suisse (Charts Romandie)                | 5                  |
| Tchéquie (IFPI Rádio)                   | 31                 |

## Certification
| Région                                                                                                 | Certification | Ventes/Streams |
| --- | ------------- | -------------- |
| Allemagne (BVMI)                                                                                       | Platine       | 400 000^       |
| Belgique (BEA)                                                                                         | Or            | 10 000*        |
| France (SNEP)                                                                                          | Or            | 75 000*        |
| *Ventes selon la certification ^Mise en rayon selon la certification xNon précisé par la certification |               |                |

## Reprises
Elle est reprise par Les Enfoirés dans l'album Au rendez-vous des Enfoirés.